# Jorge Ortiz
Jorge Alberto Ortiz (Castelar, 20 juni 1984) is een Argentijns voetballer. De middenvelder begon zijn carrière in zijn thuisland bij San Lorenzo en speelde daarna bij Arsenal de Sarandí en AIK.

## Statistieken
| seizoen    | club                      | land       | competitie       | wed. | goals |
| ---------- | ------------------------- | ---------- | ---------------- | ---- | ----- |
| 2004-2008  | San Lorenzo               | Argentinië | Primera División | 65   | 3     |
| 2006-2007  | Arsenal de Sarandí (huur) | Argentinië | Primera División | 33   | 5     |
| 2008-2011  | AIK                       | Zweden     | Allsvenskan      | 62   | 1     |
| 2011-...   | Arsenal de Sarandí        | Argentinië | Primera División | 59   | 4     |
| Bijgewerkt | 16-04-2012                |            |                  |      |       |